# Rivka Keren

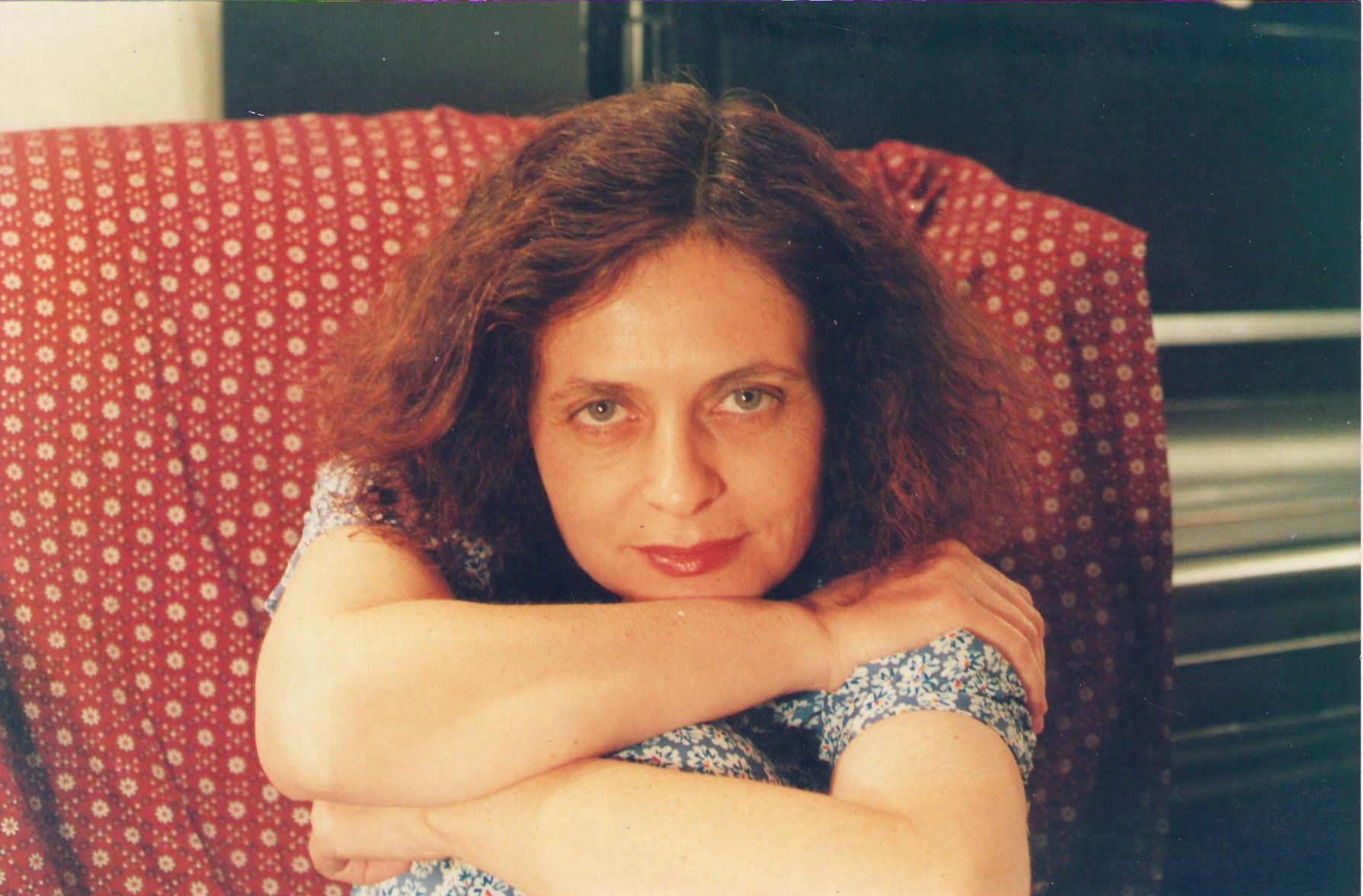
Rivka Keren (2008)

Rivka Keren (hebräisch רבקה קרן; geboren 24. Juli 1946 in Debrecen, Ungarn) ist eine israelische Schriftstellerin.

## Leben und Werk
Rivka Keren wurde 1946 in Ungarn geboren. Ein Gefühl von Einsamkeit und Unsicherheit prägte ihre ersten Lebensjahre. Sie bekam mit, wie ihre Verwandten flüsternd vom Holocaust erzählten, dass ein Bruder von ihr als Baby in einem Ghetto verhungerte, dass ihr Vater wie durch ein Wunder die Haft in einem Konzentrationslager überlebte und stark abgemagert zurückkehrte, dass aber andere Verwandte dort gestorben waren. Während ihrer Schulzeit wurde sie als Jüdin in einem intoleranten Umfeld der kommunistischen Volksrepublik Ungarn als Angehörige einer unerwünschten Minderheit schikaniert. 1957 wanderte die Familie nach Israel aus. Die folgenden Jahre brachten eine Mischung aus finanziellem Existenzkampf, Assimilation, Besorgnis, harter Arbeit und Selbstentfaltung. Während ihrer Schulzeit am Internat-Gymnasium des Israel-Goldstein-Jugenddorfes begann Rivka Keren in einer ungarischsprachigen Zeitschrift zu publizieren. Im Alter von siebzehn Jahren schrieb ihre erste Novelle „Ruthi-Schmuti“, die autobiographische Züge trägt und die sie 1970 veröffentlichte. Darin bringt sie ihre Erfahrungen als junge Einwanderin und als Schülerin der Internatsschule zum Ausdruck. Ermutigt durch ihren Lehrer für hebräische Literatur, verfasste sie dieses Werk auf Hebräisch, so wie auch ihre weiteren Bücher. – Dass ihre Identität durch das spannungsreiche Nebeneinander ihrer ungarischen Muttersprache und der hebräischen Sprache geprägt ist, fasste sie Jahrzehnte später in dem Satz zusammen, dass sie auf Hebräisch schreibt und auf Ungarisch träumt.
An der Bezalel Academy of Arts and Design in Jerusalem begann Rivka Keren ein Kunststudium, das sie in New York fortsetzte. An der Bar-Ilan-Universität studierte sie Psychologie und beendete ihr Studium nach Spezialisierung auf Klinische Psychologie an der Universität Tel Aviv. Bis 1986 arbeitete sie als Psychologin und Malerin. Dann leitete ihr Mann ein Hotel in Saint Thomas auf den Amerikanischen Jungferninseln, und so zog die Familie dorthin um. Ihren Beruf als Psychologin gab sie auf und widmete sich dort sowie nach der Rückkehr nach Israel ganz dem Schreiben und Malen.
Keren verfasste zunächst sieben Kinder- und Jugendbücher, von denen sie einige selbst illustrierte. Bei den ab 1990 entstandenen Büchern handelt es sich um Romane für Erwachsene. Für ihr Jugendbuch Bittersüßer Sommer wurde sie mit dem Ze‘ev Prize ausgezeichnet. Außerdem erhielt sie den Nordau Prize und den Kugel Prize.

### Einzelne Werke
Das zweite Buch Kerens erschien 1974 im hebräischen Original mit dem Titel Kati, in der deutschen Übersetzung 1996 als Katalin. In diesem autobiographischen Roman beschreibt sie in der Form eines Tagebuchs ihr Leben im ungarischen Debrecen, die schreckenerregenden Tage während des Volksaufstands 1956 und schließlich das Verlassen Ungarns, nachdem heimlich Ausreisevisa beschafft werden konnten.
Das Buch Bittersüßer Sommer handelt von teils traurigen, teils glücklichen Momenten im Leben eines heranwachsenden Mädchens und spielt in den 1950er Jahren in einer ländlichen Siedlung in Israel.

## Werke in deutscher Übersetzung
- Katalin. Aus dem Hebräischen von Mirjam Pressler, Verlag St. Gabriel, Mödling 1996. Als Lizenzausgabe: Verlag Beltz und Gelberg, Weinheim 1999
- Bittersüßer Sommer. Aus dem Hebräischen von Mirjam Pressler, Verlag Gabriel, Wien 1999. Als Lizenzausgabe: Verlag Beltz und Gelberg, Weinheim 2001
- Anatomie einer Rache. Aus dem Hebräischen von Helene Seidler, Bleicher Verlag, Gerlingen 2001
- Der Geschmack von Honig. Aus dem Hebräischen von Helene Seidler, Haland und Wirth im Psychosozial-Verlag, Gießen 2004, ISBN 978-3-89806-939-7